# Филипповское сельское поселение (Владимирская область)
Фили́пповское се́льское поселе́ние — муниципальное образование в Киржачском районе Владимирской области Российской Федерации.
Административный центр — село Филипповское.

## География
Поселение расположено в западной части района, граничит с Московской областью.
Площадь поселения составляет 28,7 % территории Киржачского района.

## История
Филипповский сельсовет образован в 1920-х годах в составе Филипповской волости Александровского уезда Владимирской губернии, с 1929 года — в составе Киржачского района.
Филипповское сельское поселение образовано 27 апреля 2005 года в соответствии с Законом Владимирской области № 36-ОЗ. В его состав вошли территории бывших Филипповского, Зареченского и Песьяновского сельских округов.

## Население
| 1991  | 2010  | 2011  | 2012  | 2013  | 2014  | 2015  | 2016  | 2017  |
| ----- | ----- | ----- | ----- | ----- | ----- | ----- | ----- | ----- |
| 3687  | ↘3030 | ↘3011 | ↘2965 | ↘2944 | ↘2899 | ↘2809 | ↘2794 | ↘2785 |
| 2018  | 2019  | 2020  | 2021  |       |       |       |       |       |
| ↗2816 | ↗2875 | ↗3024 | ↘2986 |       |       |       |       |       |

В двух самых крупных населённых пунктах селе Филипповском (644 жителей) и деревне Аленино (593 житель) проживает больше трети всего населения. В поселении в 1959 году насчитывалось 19 населённых пунктов с численностью населения более 100 человек в каждом (при общем количестве 23), в 1970 году — 15, в 1983 — 10, а в 2006 году — 7. В 2006 году было 2 населённых пунктах с численностью более 600 человек, 5 населённых пунктов с численностью более 100 человек, в 17 населённых пунктах численность менее 100 человек.

## Состав сельского поселения
| №  | Населённый пункт   | Тип населённого пункта       | Население |
| -- | ------------------ | ---------------------------- | --------- |
| 1  | Аленино            | деревня                      | ↗603      |
| 2  | Бережки            | деревня                      | ↗29       |
| 3  | Буяни              | хутор                        | →0        |
| 4  | Бынино             | деревня                      | ↗55       |
| 5  | Головино           | деревня                      | ↗44       |
| 6  | Дворищи            | деревня                      | ↗75       |
| 7  | Дубки              | деревня                      | ↘52       |
| 8  | Заречье            | село                         | ↗334      |
| 9  | Захарово           | деревня                      | ↗36       |
| 10 | Карповщина         | деревня                      | ↗5        |
| 11 | Кашино             | деревня                      | ↘230      |
| 12 | Красный Огорок     | деревня                      | ↘4        |
| 13 | Красный Угол       | деревня                      | →8        |
| 14 | Красный Угол       | посёлок                      | →0        |
| 15 | Крутец             | деревня                      | ↘4        |
| 16 | Лисицыно           | посёлок                      | ↗8        |
| 17 | Ляпино             | участок                      | →3        |
| 18 | Мелёжа             | деревня                      | ↘62       |
| 19 | Мележи             | участок                      | ↘198      |
| 20 | Песьяне            | деревня                      | ↘254      |
| 21 | Ратьково           | деревня                      | →139      |
| 22 | Рожково            | деревня                      | ↘7        |
| 23 | Сергиевка          | деревня                      | ↘28       |
| 24 | Соповские Землянки | деревня                      | ↗29       |
| 25 | Филипповское       | село, административный центр | ↗778      |
| 26 | Шувалово           | посёлок                      | →1        |

## Достопримечательности
- Поблизости от села Заречье сохраняется комплекс археологических памятников: три неолитических поселения (III—II тыс. до н. э.), две стоянки бронзового века (II тыс. до н. э.) и древнерусское селище (XII—XIII вв.)[15].
- Храм Казанской иконы Божией Матери постройки 1881—1889 годов в селе Заречье.
- Никольский храм (1821 год) в селе Филипповском.